# Olle Lindström
Lars Olof "Olle" Birger Lindström, född 16 november 1924 i Gävle Heliga Trefaldighets församling, död 14 april 1997 i Täby församling, Stockholms län, var en svensk forskare och professor i kemisk teknologi.
Lindström avlade civilingenjörsexamen från Kungliga Tekniska högskolan (KTH) 1948, blev teknologie licentiat 1953 med arbeten omfattande ultraljudets fysikalisk-kemiska verkningar och disputerade 1962 på ämnet biocider för utsädesbetning. 
Lindström var forskningslaboratoriechef vid AB Casco 1953–1958 och därefter överingenjör och chef för ASEAs (nuvarande ABB) centrallaboratorium 1958–1968. Inom ramen för ASEAs bränslecellsprogram utvecklade han tillsammans med amerikanska NASA bland annat en alkalisk bränslecellsprototyp (AFC) för ubåtsdrift på 200 kW, som var störst i världen i sitt slag fram till 1976. Under tiden på ASEA arbetade han även med kärnkraftstekniska lösningar inom områden såsom kokande slurryreaktorer och vätske-vätskeextraktion, vilket senare ledde till patent i flera länder.
Han utnämndes till professor i kemisk teknologi vid KTH 1968. Samma år invaldes han till ledamot av Kungliga Ingenjörsvetenskapsakademien (IVA). Under 25 års tid var han även ledamot i Carl Tryggers stiftelse för vetenskaplig forskning samt under en tid Energikommissionens expert i biobränslefrågor. 
Under sina nära 50 verksamma år producerade Lindström ett hundratal vetenskapliga artiklar och blev upphovsman till totalt 161 patent i fyra länder (Sverige, Storbritannien, USA och Tyskland). Vid sidan av detta författade han även ett flertal böcker, bland annat den visionära Den gröna energin (Ingenjörsförlaget, 1979) där han tidigt argumenterade för den enorma potentialen i biomassa. Boken bygger till stor del på den forskning han bedrev i Indien under 1970-talet, något som han kom att bli hyllad för som en av vår tids bränslecellpionjärer. I Sverige kom han senare för sina insatser att få epitetet "bränslecellens fader". Lindström är begravd på Täby norra begravningsplats.